# Força Lleida Club Esportiu
Il Força Lleida Club Esportiu, meglio conosciuto come Hiopos Lleida per motivi di sponsorizzazione, è una squadra professionista di pallacanestro di Lleida, in Catalogna. La squadra gioca nella Liga LEB ACB.

## Storia
Il club è nato nell'estate del 2012 con lo scopo di sostituire lo storico Lleida Bàsquet che ebbe diversi problemi finanziari.

## Roster 2024-2025
Aggiornato al 19 dicembre 2024.
|    | Naz.                                        | Ruolo | Sportivo                     | Anno | Alt. | Peso | Note |
| -- | ------------------------------------------- | ----- | ---------------------------- | ---- | ---- | ---- | ---- |
| 1  | Stati Uniti (bandiera)                      | AC    | Chevez Goodwin               | 1998 | 206  | 102  |      |
| 2  | Stati Uniti (bandiera) · Serbia (bandiera)  | P     | Corey Walden                 | 1992 | 188  | 86   |      |
| 3  | Stati Uniti (bandiera) · Liberia (bandiera) | AP    | Thomas Bropleh               | 1991 | 196  | 91   |      |
| 4  | Spagna (bandiera)                           | P     | Rafael Villar                | 2004 | 191  | 80   |      |
| 5  | Spagna (bandiera)                           | AP    | Oriol Paulí                  | 1994 | 201  | 84   |      |
| 6  | Paesi Bassi (bandiera)                      | P     | Keye van der Vuurst de Vries | 2001 | 191  | 85   |      |
| 8  | Croazia (bandiera)                          | AP    | Luka Božić                   | 1996 | 200  | 102  |      |
| 10 | Slovenia (bandiera)                         | A     | Edo Murić                    | 1991 | 202  | 99   |      |
| 20 | Finlandia (bandiera)                        | AC    | Alexander Madsen             | 1995 | 207  | 105  |      |
| 24 | Spagna (bandiera)                           | G     | Michael Caicedo              | 2003 | 199  | 90   |      |
| 29 | Spagna (bandiera)                           | AC    | Pierre Oriola                | 1992 | 208  | 107  |      |
| 41 | Stati Uniti (bandiera)                      | G     | Kenny Hasbrouck              | 1986 | 191  | 88   |      |
| 52 | Spagna (bandiera)                           | G     | Ferran Mauri                 | 2007 | 190  |      |      |

### Staff tecnico
| Allenatore: | Gerard Encuentra           |
| Assistenti: | Jorge Ribas, Albert Mateus |